# Tortula amplexa
Tortula amplexa là một loài Rêu trong họ Pottiaceae. Loài này được (Lesq.) Steere miêu tả khoa học đầu tiên năm 1939.